# Заксенбург (Каринтия)
Заксенбург (нем. Sachsenburg (Kärnten)) — ярмарочная коммуна (Marktgemeinde) в Австрии, в федеральной земле Каринтия.
Входит в состав округа Шпитталь. Население составляет 1408 человек (на 31 декабря 2005 года). Занимает площадь 42,57 км². Официальный код — 2 06 33.

## Политическая ситуация
Бургомистр коммуны — Вильфрид Пихлер (AG) по результатам выборов 2003 года.
Совет представителей коммуны (нем. Gemeinderat) состоит из 15 мест.
- Партия AG занимает 5 мест.
- СДПА занимает 4 места.
- АПС занимает 4 места.
- АНП занимает 2 места.